# Raimundo António de Bulhão Pato
Raimundo António de Bulhão Pato (Bilbau, 3 de março de 1828 – Monte da Caparica, 24 de agosto de 1912), conhecido como Bulhão Pato, foi um poeta, ensaísta e memorialista português, sócio da Academia Real das Ciências de Lisboa. As suas Memórias, escritas em tom íntimo e nostálgico, são interessantes pelas informações biográficas e históricas que fornecem, retratando o ambiente intelectual português da última metade do século XIX.

## Biografia
Filho de Francisco de Bulhão Pato, poeta e fidalgo português, e da espanhola María de la Piedad Brandy, o poeta nasceu em Bilbau, no País Basco, e passou seus primeiros anos no distrito de Deusto. Foi a época dos dois primeiros cercos de Bilbau (em 1835 e 1836), durante a Primeira Guerra Carlista. Em 1837, depois de sofrer grandes transtornos, sua família decide retirar-se para Portugal.
Em 1845, o jovem Raimundo António matricula-se na Escola Politécnica, mas não completaria o curso. Ganhou a vida como 2.º oficial da 1.ª repartição da Direcção-Geral do Comércio e Indústria. Bon vivant, era apreciador de caçadas, viagens, da gastronomia e dos saraus literários, na companhia de intelectuais, como Alexandre Herculano, Almeida Garrett, Andrade Corvo, Latino Coelho, Mendes Leal, Rebelo da Silva e Gomes de Amorim. Com outras personalidades importantes da sociedade portuguesa da época, forneceu receitas para a obra O cozinheiro dos cozinheiros, editada em 1870 por Paul Plantier.
Aderiu à voga ultrarromântica, acrescentando elementos folclóricos e descrições de cenas e tipos populares, em linguagem viva e coloquial. O poema narrativo Paquita, sucessivamente reeditado de 1866 a 1894 e que o tornou célebre, parece já prenunciar um certo realismo, enquanto sua poesia satírica reflete uma certa preocupação social.
Em 1850, publica o seu primeiro livro, Poesias de Raimundo António de Bulhão Pato; em 1862 aparece o segundo, Versos de Bulhão Pato, e, em 1866, o poema Paquita. Publicaram-se depois, em 1867 as Canções da Tarde; em 1870 as Flôres agrestes; em 1871 as Paizagens, em prosa; em 1873 os Canticos e satyras; em 1881 o Mercador de Veneza; em 1879 Hamlet, traduções das tragédias de William Shakespeare e do Ruy Blas de Victor Hugo. Em 1881 seguindo-se outras publicações: Satyras, Canções e Idyllios; o Livro do Monte, em 1896. 
Para o teatro, escreveu apenas uma comédia em um acto, Amor virgem n'uma peccadora, encenada no Teatro D. Maria II em 1858 e publicada nesse mesmo ano. 
Foi colaborador em diferentes publicações periódicas, nomeadamente: A Época  (1848-1849) jornal fundado e dirigido por Andrade Corvo juntamente com Rebelo da Silva; Revista do Conservatório Real de Lisboa  (1902), Pamphletos (1858),  A illustração portugueza (1884-1890) A Semana de Lisboa  (1893-1895), Revista Peninsular, Gazeta Literária do Porto  (1868), Revista Universal Lisbonense, Branco e Negro  (1896-1898) e Brasil-Portugal, Serões  (1901-1911), Ilustração Luso-Brasileira  (1856-1859) e na Revista Contemporânea de Portugal e Brasil  (1859-1865), Tiro civil  (1895-1903) entre outros. 
Por seu  ultrarromantismo, influenciado por Lamartine e Byron, e seus dotes culinários, Bulhão Pato acreditou ter servido de inspiração a Eça de Queirós na composição do personagem — algo caricatural — do poeta Tomás de Alencar, que aparece em Os Maias (1888). Ao se crer retratado no romance — o que Eça negou, em uma deliciosa carta ao jornalista Carlos Lobo d'Ávila —, Bulhão Pato parece ter ficado furioso e, em resposta, escreveu as sátiras  "O Grande Maia" (1888) e "Lázaro Cônsul" (1889).  

## Obras
- Poesias de Raimundo António de Bulhão Pato (1850)
- Versos de Bulhão Pato (1862) (eBook)
- Digressões e Novelas (1864)[25]
- Paquita (1866)
- A José Estevão (1866) (eBook)
- Canções da Tarde (1867)
- Flôres agrestes (1870)
- Paizagens (1871)
- Canticos e satyras (1873)
- Sob os Ciprestes: Vida intima de homens illustres (1877)
- Hamlet (tradução) (1879)
- Mercador de Veneza (tradução) (1881)
- Satyras (1896)
- Canções e Idyllios (1896)
- Livro do Monte (1896)
- Memórias (1894-1907)